# 23111 Fritzperls
23111 Fritzperls (2000 AG) là một tiểu hành tinh vành đai chính được phát hiện ngày 2 tháng 1 năm 2000 bởi C. W. Juels ở Fountain Hills.